# Білозерська Любов Євгенівна
Любо́в Євге́нівна Білозе́рська (18 (30) вересня 1895, Королівство Польське — 27 січня 1987, Москва) — друга дружина письменника М. А. Булгакова (1925—1932 роки).

## Життєпис

### Ранні роки
Народилася в Польщі. Батько — Євген Михайлович Білозерський (1853—1897). Випускник Московського університету і Лазаревського інституту східних мов, володів 14 мовами. Написав п'єсу «Дві матері» та «Листи з Персії». Помер у Польщі під Ломжею від серцевої хвороби.
Мати — Софія Василівна Білозерська (Сабліна) (1860—1921). Навчалася в Москві в інституті шляхетних дівчат, мала музичну освіту .
Окрім Любові, в родині було ще троє дітей: Віра (нар. 1888), Надія (нар. 1891) та Юрій (нар.1893).
Після смерті батька у 1897 сім'я переїхала до Пензи, де жили родичі матері.
Мати і брат Юрій померли у 1921 році у м. Вольську від висипного тифу під час голоду в Поволжі.
Л. Є. Білозерська закінчила Демидівську жіночу гімназію у Санкт-Петербурзі зі срібною медаллю, навчалася в приватній балетній школі. З початком Першої світової війни у 1914 році Білозерська, закінчивши курси сестер милосердя, доглядала в госпіталях за пораненими.
Після Жовтневого перевороту вона поїхала з Петрограда до подруги, до села, що знаходилося у центральній Росії.

### Шлюб з І.М.Василевським
У 1918 році Білозерська переїхала до Київа, де зустрілася з відомим журналістом, знайомим їй ще по Петербургу, Іллею Василевським, який писав під псевдонімом «Ні-Буква». Вона вийшла заміж за Василевського і в лютому 1920 року разом з чоловіком емігрувала з Одеси до Константинополю (деякі події цього періоду були використані М. А. Булгаковим у п'єсі «Біг»).
У тому ж році сім'я переїхала до Франції, спочатку до Марселю, а потім до Парижу . У Парижі І. М. Василевський видавав власну газету «Свободные мысли» («Вільні думки»), Любов Євгенівна виступала в балетних трупах у паризьких театрах. Взимку 1921—1922 років сім'я переїхала до Берліну, де Василевський почав співпрацювати у «зміновіхівській» прорадянськый газеті «Накануне» («Напередодні»). У той час ця газета друкувала нариси і фейлетони М. А. Булгакова.
Л. Є. Білозерська розлучилася з Василевським наприкінці 1923 року .

### Шлюб з М.О.Булгаковим
На початку січня 1924 року на вечорі, влаштованому редакцією «Напередодні» на честь письменника Олексія Миколайовича Толстого, Білозерська познайомилася з Михайлом Опанасовичем Булгаковим. Шлюб Булгакова та Білозерської був зареєстрований 30 квітня 1925 року.
Роки шлюбу з Любов'ю Євгенівною — це час створення Булгаковим «Днів Турбіних», «Багрового острова», «Зойкіної квартири». Вона перекладала для чоловіка з французької мови книги про Мольєра. Її рукою, під диктовку письменника, написані багато сторінок п'єси «Кабала святош», п'єси «Адам і Єва» та сторінки першої редакції роману «Консультант з копитом», який згодом став романом «Майстер і Маргарита» (тоді ще без Маргарити). Втім, за даними Б. Соколова, саме Любов Євгенівна підказала Булгакову ідею ввести в майбутній роман «Майстер і Маргарита» образ головної героїні .
Любові Євгенівні були присвячені роман «Біла гвардія», повість «Собаче серце» та п'єса «Кабала святош» («Мольєр»). Але міцніше за все ім'я Любові Євгенівни пов'язано з задумом і народженням п'єси «Біг»: її розповіді про еміграцію і емігрантів, про Константинополь та Париж послужили джерелом натхнення для письменника при створенні п'єси.

На початку 1929 року почалися складнощі в сімейному житті.
«Факт <…> з біографії Булгакова: йому доводилося писати уривками, і він якось заявив дружині, що в таких умовах не працював навіть Достоєвський. На що отримав відповідь: „Але ти ж не Достоєвський!“»

— І. Л. Волгін

### Після розлучення з М.О.Булгаковим
У лютому Булгаков познайомився з О. С. Шиловською, яка згодом стала його коханкою і подругою Любові Євгенівни. У жовтні 1932 року вона стала третьою дружиною письменника. Розлучення з Білозерською сталося 3 жовтня 1932 року.
З 1933 року Білозерська працювала в редакції «ЖЗЛ», потім в редакції «Історичні романи» Жургазу. Після 1945 року Білозерська була науковим редактором із транскрипції у видавництві «Велика радянська енциклопедія», у 1940-х роках — редактором у «Литературной газете» («Літературній газеті»), співпрацювала з журналом «Огонёк».
У 1928—1930 роках вона була коректором-редактором зібрання творів В. В. Вересаєва, а з 1936 року стала літературним секретарем історика-академіка Є. В. Тарле.
У 1970-1980-х роках Білозерська написала книгу про життя з Булгаковим «О, мёд воспоминаний» («О, мед спогадів»), а також книги про емігрантського життя в Константинополі і Парижі («У чужого порога») і «Так было» («Так було», про свою роботу з Є. В. Тарле). У Росії книги були видані після її смерті. Нариси-спогади про Білозерську можна знайти у книгах Л. М. Яновської та О. М. Монахової, які дружили із нею. Переписка Білозерської і Яновської частково опублікована.
Л. Є. Білозерська померла 27 січня 1987 року в Москві. Похована на Ваганьковському кладовищі поруч зі своїми родичами.